# Magyarországi felsőoktatási intézmények listája
Ez a lista mind az állami, mind a nem állami, de államilag elismert magyarországi egyetemeket és főiskolákat, továbbá az önálló intézményként megszűnt főiskolákat és azok főbb adatait tartalmazza betűrendben.
| Felsőoktatási intézmény                                | Rövidítés | Kép                                                                          | Székhely                         | Alapítás(ok) éve       | Megjegyzés | Honlap                                                                         |
| ------------------------------------------------------ | --------- | ---------------------------------------------------------------------------- | -------------------------------- | ---------------------- | --- | ------------------------------------------------------------------------------ |
| A Tan Kapuja Buddhista Főiskola                        | TKBF      |                                                                              | Budapest                         | 1991                   | | http://www.tkbf.hu                                                             |
| Adventista Teológiai Főiskola                          | ATF       | 2119 Pécel, Ráday u. 12.                                                     | Pécel                            | 1948                   | | http://www.sda.hu                                                              |
| Állatorvostudományi Egyetem                            | ÁTE       |                                                                              | Budapest                         | 1851,1952, 2016        | 1851 és 1934, majd 1952 és 2000 között működő, állatorvosi képzést nyújtó önálló felsőoktatási intézmény volt Budapesten, majd Szent István Egyetem Állatorvos-tudományi Kara lett. 2016. július 1-től újra önálló egyetem. | https://univet.hu/hu/                                                          |
| Andrássy Gyula Budapesti Német Nyelvű Egyetem          | ANNYE     | 1088 Budapest, Pollack Mihály tér 3.                                         | Budapest                         | 2001                   | | https://www.andrassyuni.eu/hu/                                                 |
| Apor Vilmos Katolikus Főiskola                         | AVKF      | 2600 Vác, Konstantin tér 1-5.                                                | Vác                              | 2000                   | | http://www.avkf.hu Archiválva 2017. június 29-i dátummal a Wayback Machine-ben |
| Baptista Teológiai Akadémia                            | BTA       | 1068 Budapest, Benczúr u. 31.                                                | Budapest                         | 1906                   | | https://bta.hu/                                                                |
| Bhaktivedanta Hittudományi Főiskola                    | BHF       |                                                                              | Budapest                         | 2001, 2004             | | http://www.bhf.hu                                                              |
| Brenner János Hittudományi Főiskola                    | BJHF      |                                                                              | Győr                             |                        | | http://www.gyhf.hu                                                             |
| Budapest Cirkuszművészeti és Kortárstánc Főiskola      | BCKF      |                                                                              | Budapest                         | 2004                   | | http://www.tanc.org.hu                                                         |
| Budapesti Corvinus Egyetem                             | BCE       | 1093 Budapest, Fővám tér 8.                                                  | Budapest                         | 1920, 1948, 1990       | Az alábbiak összevonásából: Budapesti Közgazdaságtudományi és Államigazgatási Egyetem (ez a következőkből: Budapesti Közgazdaságtudományi Egyetem és Államigazgatási Főiskola), valamint Szent István Egyetem Kertészeti Karok. |                                                                                |
| Budapesti Gazdaságtudományi Egyetem                    | BGE       |                                                                              | Budapest                         | 1857, 2016             | Korábban Budapesti Gazdasági Főiskola, majd Budapesti Gazdasági Egyetem. | https://uni-bge.hu/                                                            |
| Budapesti Metropolitan Egyetem                         | METU      |                                                                              | Budapest                         | 2001                   | Korábban Budapesti Kommunikációs és Üzleti Főiskola. | https://www.metropolitan.hu/hu                                                 |
| Budapesti Műszaki és Gazdaságtudományi Egyetem         | BME       | 1111 Budapest, Műegyetem rkp. 3-9.                                           | Budapest                         | 1782                   | Korábban Budapesti Műszaki Egyetem. | https://www.bme.hu/                                                            |
| Debreceni Egyetem                                      | DE        | 4010 Debrecen, Egyetem tér 1.                                                | Debrecen                         | 1538, 1912             | A Debreceni Református Kollégium alapjain; A Kossuth Lajos Tudományegyetem, a Debreceni Orvostudományi Egyetem, a Debreceni Agrártudományi Egyetem, a hajdúböszörményi Wargha István Pedagógiai Főiskola összevonásával. | https://unideb.hu/                                                             |
| Debreceni Református Hittudományi Egyetem              | DRHE      | 4026 Debrecen, Kálvin tér 16.                                                | Debrecen                         | 1538                   | Debreceni Református Kollégium | https://drhe.hu/                                                               |
| Dunaújvárosi Egyetem                                   | DUE       | 2400 Dunaújváros, Táncsics Mihály u. 1/A                                     | Dunaújváros                      | 1962                   | 1962-ben alakult, akkor Felsőfokú Kohóipari Technikum (FKT), később viselte a Nehézipari Műszaki Egyetem Kohó- és Fémipari Főiskolai Kara (NME KFFK), majd a Miskolci Egyetem Dunaújvárosi Főiskolai Kara (ME DFK) nevet is. 2000-től 2015-ig Dunaújvárosi Főiskola, 2015 óta egyetem. | https://www.uniduna.hu/                                                        |
| Edutus Egyetem                                         | EDUTUS    |                                                                              | Tatabánya                        | 2018                   | Korábban Edutus Főiskola. A Modern Üzleti Tudományok Főiskolája és a Harsányi János Főiskola összeolvadásával jött létre | https://www.edutus.hu/                                                         |
| Egri Hittudományi Főiskola és Érseki Papnevelő Intézet | EGHF      | 3300 Eger, Foglár György u. 6.                                               | Eger                             | 1700                   | | http://www.eghf.hu                                                             |
| Eötvös József Főiskola                                 | EJF       |                                                                              | Baja                             | 1870                   | | https://ejf.hu/                                                                |
| Eötvös Loránd Tudományegyetem                          | ELTE      | A Bölcsészettudományi kar épülete, Múzeum körút 4-8.                         | Budapest (alapítva: Nagyszombat) | 1635, 1777, 1950       | Korábban Pázmány Péter Tudományegyetem. |                                                                                |
| Esztergomi Hittudományi Főiskola                       | ESZHF     | 2500 Esztergom, Szent István tér 10.                                         | Esztergom                        | 1566                   | | http://www.eszhf.hu                                                            |
| Eszterházy Károly Katolikus Egyetem                    | EKKE      | A Líceum épülete, Eszterházy tér 1.                                          | Eger                             | 1774                   | Korábban Eszterházy Károly Főiskola, Eszterházy Károly Egyetem. | https://uni-eszterhazy.hu/                                                     |
| Evangélikus Hittudományi Egyetem                       | EHE       | Az Evangélikus Hittudományi Egyetem épülete1141 Budapest, Rózsavölgyi köz 3. | Budapest (alapítva: Sopron)      | 1557                   | Részben a soproni evangélikus líceumból nőtt ki. Korábbi nevei: Magyar Királyi Erzsébet Tudományegyetem Evangélikus Teológiai Kara, Evangélikus Teológiai Akadémia | https://uni.lutheran.hu/                                                       |
| Gábor Dénes Egyetem                                    | GDE       | 1119 Budapest, Fejér Lipót u. 70.                                            | Budapest                         | 1992                   | Korábban Gábor Dénes Főiskola | https://gde.hu/                                                                |
| Gál Ferenc Egyetem                                     | GFE       |                                                                              | Szeged                           | 1806, 1930, 2008, 2020 | Korábban Gál Ferenc Főiskola. | https://gfe.hu/                                                                |
| IBS Nemzetközi Üzleti Főiskola                         | IBS       | 1031 Budapest, Záhony u. 7.                                                  | Budapest                         | 1991                   | | http://www.ibs-b.hu                                                            |
| Károli Gáspár Református Egyetem                       | KRE       | Bölcsészettudományi KarBudapest, Reviczky u. 4.                              | Budapest                         | 1855, 1993             | 1993. február 24-én a Magyarországi Református Egyház Zsinata létrehozta a Károli Gáspár Református Egyetemet a Teológiai Akadémia (alapítva 1855 - Pesti Theológiai Akadémia néven) és a Nagykőrösi és Dunamelléki Református Hitoktató és Tanítóképző Főiskola (alapítva 1839) egyesítésével, melyek Hittudományi Kar és Tanítóképző Főiskolai Kar néven váltak a létrejött intézmény szervezeti egységeivé. Az alapításkor harmadik karként létrejött a Bölcsészettudományi Kar. 1998-ban elindult az Állam- és Jogtudományi Kar (az 1875-1949 közt működött Kecskeméti Református Jogakadémia utódlásaként), 2022-ben pedig a Gazdaságtudományi, Egészségtudományi és Szociális Kar. | https://portal.kre.hu/                                                         |
| Kodolányi János Egyetem                                | KJE       | KJE székház, Orosháza                                                        | Székesfehérvár                   | 2018                   | Korábban Kodolányi János Főiskola. | https://www.kodolanyi.hu/                                                      |
| Közép-európai Egyetem                                  | KEE       | Közép-európai Egyetem, Budapest, V. ker., Nádor u. 9.                        | Budapest                         | 1991                   | |                                                                                |
| Liszt Ferenc Zeneművészeti Egyetem                     | LFZE      | A Zeneakadémia 1907-ben megnyílt épülete                                     | Budapest                         | 1875                   | Korábban Liszt Ferenc Zeneművészeti Főiskola. | https://lfze.hu/                                                               |
| Magyar Képzőművészeti Egyetem                          | MKE       | A Magyar Képzőművészeti Egyetem főépülete                                    | Budapest                         | 2000                   | Korábban Magyar Királyi Képzőművészeti Főiskola. | https://www.mke.hu/                                                            |
| Magyar Táncművészeti Egyetem                           | MTE       | Az egyetem Columbus utcai campusa                                            | Budapest                         | 2017                   | Korábban Magyar Táncművészeti Főiskola. | https://mte.eu/                                                                |
| Milton Friedman Egyetem                                | MILTON    | Milton Friedman Egyetem, Békásmegyer, Budapest III. kerülete                 | Budapest                         | 2018                   | Korábban Zsigmond Király Főiskola, 2018. július 31-ig Zsigmond Király Egyetem. | https://uni-milton.hu/                                                         |
| Miskolci Egyetem                                       | ME        | 3515 Miskolc-Egyetemváros                                                    | Miskolc (alapítva: Selmecbánya)  | 1735, 1949             | 1949-ben létrehozva az egykori Selmeci Akadémia bányászati és kohászati karjainak Sopronból Miskolcra költöztetésével. Korábban Nehézipari Műszaki Egyetem. | https://www.uni-miskolc.hu/                                                    |
| Moholy-Nagy Művészeti Egyetem                          | MOME      | Moholy-Nagy Művészeti Egyetem                                                | Budapest                         | 2001                   | Korábban Magyar Iparművészeti Főiskola, Magyar Iparművészeti Egyetem. | https://mome.hu/hu/                                                            |
| Nemzeti Közszolgálati Egyetem                          | NKE       | 1101 Budapest X. ker., Hungária krt. 9–11.                                   | Budapest                         | 2011                   | Az egyetemet a Zrínyi Miklós Nemzetvédelmi Egyetem, a Rendőrtiszti Főiskola, és a Budapesti Corvinus Egyetem Közigazgatástudományi Kara integrációjával hozták létre 2011-ben. | https://www.uni-nke.hu/                                                        |
| Neumann János Egyetem                                  | NJE       | NJE Gazdaságtudományi Kar                                                    | Kecskemét                        | 2016                   | A Kecskeméti Főiskola és a Szolnoki Főiskola (utóbbi 2019 óta a Debreceni Egyetem része) integrációjának eredményeként létrejött alkalmazott tudományok egyeteme. A főiskola 2000-ben a Gépipari és Automatizálási Műszaki Főiskola, a Kertészeti és Élelmiszeripari Egyetem Kertészeti Főiskolai Kara és a Kecskeméti Tanítóképző Főiskola (2020 óta a Károli Gáspár Református Egyetem része) egybeolvadásával jött létre. Neve 2016-17 között: Pallasz Athéné Egyetem. | https://nje.hu/                                                                |
| Nyíregyházi Egyetem                                    | NYE       | A Nyíregyházi Főiskola B épülete - Sóstói út 2-4                             | Nyíregyháza                      | 2000                   | 2000-ben a Bessenyey György Tanárképző Főiskola és a Gödöllői Agrártudományi Egyetem Mezőgazdasági Főiskolai Kara egyesítésével jött létre. Az alkalmazott tudományok egyeteme rang létrehozása előtt Nyíregyházi Főiskola. | https://www.nye.hu/                                                            |
| Óbudai Egyetem                                         | OE        | Az Óbudai Egyetem Bécsi úti főépülete                                        | Budapest                         | 1879, 2000, 2010       | A 2000-ben alapított Budapesti Műszaki Főiskola 2010. január elsejétől egyetemként működik tovább Óbudai Egyetem néven. | https://uni-obuda.hu/                                                          |
| Országos Rabbiképző – Zsidó Egyetem                    | OR-ZSE    | Az Országos Rabbiképző – Zsidó Egyetem homlokzata a Gutenberg tér felé       | Budapest                         | 1877                   | | https://or-zse.hu/                                                             |
| Pannon Egyetem                                         | PE        | H-8200 Veszprém, Egyetem u. 10.                                              | Veszprém                         | 1797, 1949             | Korábban Veszprémi Vegyipari Egyetem, majd Veszprémi Egyetem és Pannon Agrártudományi Egyetem Georgikon Mezőgazdaságtudományi Kar. | https://uni-pannon.hu/                                                         |
| Pápai Református Teológiai Akadémia                    | PRTA      |                                                                              | Pápa                             | 1531, 1998             | | http://www.prta.hu                                                             |
| Pázmány Péter Katolikus Egyetem                        | PPKE      | A Pázmány Péter Katolikus Egyetem Szentkirályi utcai épülete                 | Budapest (alapítva: Nagyszombat) | 1635, 1992             | A Pázmány Péter Katolikus Egyetem Hittudományi Kara a Pázmány Péter bíboros, prímás esztergomi érsek által 1635-ben Nagyszombatban alapított egyetem Hittudományi Karának jogutódja. | https://ppke.hu/                                                               |
| Pécsi Püspöki Hittudományi Főiskola                    | PPHF      |                                                                              | Pécs                             | 1742                   | | http://www.pphf.hu                                                             |
| Pécsi Tudományegyetem                                  | PTE       | 7633 Pécs, Szántó Kovács János u. 1/b                                        | Pécs (korábban: Pozsony)         | 1367, 1923, 2000       | A Janus Pannonius Tudományegyetem, a Pécsi Orvostudományi Egyetem és a szekszárdi Illyés Gyula Pedagógiai Főiskola összevonásával. | https://pte.hu/hu                                                              |
| Pünkösdi Teológiai Főiskola                            | PTF       |                                                                              | Budapest                         | 1991                   | | http://www.ptf.hu                                                              |
| Sapientia Szerzetesi Hittudományi Főiskola             | SSZHF     | 1052 Budapest, Piarista köz 1.                                               | Budapest                         | 2000                   | | http://www.sapientia.hu                                                        |
| Sárospataki Református Hittudományi Egyetem            | SRHE      |                                                                              | Sárospatak                       |                        | | https://srhe.hu/                                                               |
| Semmelweis Egyetem                                     | SE        | A Semmelweis Egyetem Nagyvárad téri épülete                                  | Budapest                         | 1769, 1969             | Az Általános Orvostudományi Kar a Pázmány Péter bíboros, prímás esztergomi érsek által 1635-ben Nagyszombatban alapított egyetem Orvostudományi Karának jogutódja, kiegészülve a Gyógyszerésztudományi és Fogorvostudományi karokkal Budapesti (időközben Semmelweis) Orvostudományi Egyetem és a Haynal Imre Egészségtudományi Egyetem Orvostovábbképző (időközben Egészségtudományi) Karának és Egészségügyi Főiskolai Karának, továbbá a Magyar Testnevelési Egyetem összevonásával. | https://semmelweis.hu/                                                         |
| Sola Scriptura Teológiai Főiskola                      | SSTF      | 2051 Biatorbágy, Patak u. 34/A                                               | Biatorbágy                       | 1992                   | | http://www.sola.hu                                                             |
| Soproni Egyetem                                        | SOE       | 3515 Nyugat-Magyarországi Egyetem                                            | Sopron (alapítva: Selmecbánya)   | 1735, 2000, 2008       | A Soproni Egyetem, a Benedek Elek Pedagógiai Főiskola, a Pannon Agrártudományi Egyetem mosonmagyaróvári Mezőgazdaságtudományi Kara, s az Apáczai Csere János Tanítóképző Főiskola összevonásával. A mosonmagyaróvári kar Széchenyi István Egyetemhez csatolásáig neve Nyugat-Magyarországi Egyetem (NYME) volt. Az intézmény alapjai az 1919-ben Sopronba költöztetett selmecbányai Selmeci Akadémián nyugszanak. | https://www.uni-sopron.hu/kezdolap                                             |
| Magyar Agrár- és Élettudományi Egyetem                 | MATE      |                                                                              | Gödöllő                          | 2000                   | Az Állatorvostudományi Egyetem, a Gödöllői Agrártudományi Egyetem, a Kertészeti és Élelmiszeripari Egyetem(már Budapesti Corvinus Egyetem), a Jászberényi Tanítóképző Főiskola és az Ybl Miklós Műszaki Főiskola (már egyetem) összevonásával. | https://uni-mate.hu/                                                           |
| Széchenyi István Egyetem                               | SZE       |                                                                              | Győr                             | 1968, 2002             | 1968-ban alapítva Közlekedési és Távközlési Műszaki Főiskola (KTMF) néven. 1986-2002 között Széchenyi István Főiskola. | https://uni.sze.hu/                                                            |
| Szegedi Tudományegyetem                                | SZTE      | 6720 Szeged, Dugonics tér 13.                                                | Szeged (alapítva: Kolozsvár)     | 1581 1872, 1921, 2000  | A József Attila Tudományegyetem (JATE), a Szent-Györgyi Albert Orvostudományi Egyetem (SZOTE), a Juhász Gyula Tanárképző Főiskola (JGYTF), és a hódmezővásárhelyi Mezőgazdasági Főiskola összevonásával. | https://u-szeged.hu/                                                           |
| Szent Atanáz Görögkatolikus Hittudományi Főiskola      | SZAGKHF   | 4400 Nyíregyháza, Bethlen Gábor u. 13-19.                                    | Nyíregyháza                      | 1950                   | | https://szentatanaz.hu                                                         |
| Szent Bernát Hittudományi Főiskola                     | SZBHF     |                                                                              | Zirc                             |                        | | https://www.ocist.hu/                                                          |
| Szent Pál Akadémia                                     | SZPA      |                                                                              | Budapest                         | 1990                   | | http://www.szpa.hu                                                             |
| Színház- és Filmművészeti Egyetem                      | SZFE      | Színház és Filmművészeti EgyetemBudapest, VIII. ker., Rákóczi út 21.         | Budapest                         | 2000                   | Korábban Színház- és Filmművészeti Főiskola. | https://szfe.hu/                                                               |
| Tokaj-Hegyalja Egyetem                                 | THE       |                                                                              | Sárospatak                       | 1857, 2021             | Korábban Eszterházy Károly Egyetem Sárospataki Comenius Campus |                                                                                |
| Tomori Pál Főiskola                                    | TPF       |                                                                              | Kalocsa                          |                        | | http://www.tpfk.hu                                                             |
| Veszprémi Érseki Főiskola                              | VÉF       | 8200 Veszprém, Jutasi út 18/2.                                               | Veszprém                         | 1711, 1991             | | http://www.vhf.hu                                                              |
| Wekerle Sándor Üzleti Főiskola                         | WSUF      |                                                                              | Budapest                         | 2006                   | | http://wsuf.hu                                                                 |
| Wesley János Lelkészképző Főiskola                     | WJLF      | 1086 Budapest, Dankó u. 11.                                                  | Budapest                         | 1987                   | | http://www.wesley.hu                                                           |

## Önálló intézményként megszűnt felsőoktatási intézmények
| Felsőoktatási intézmény                                                | Oka | Székhely    |
| ---------------------------------------------------------------------- | --- | ----------- |
| Általános Vállalkozási Főiskola                                        | Beolvadt az IBS Nemzetközi Üzleti Főiskolába | Budapest    |
| Bánki Donát Műszaki Főiskola                                           | Egyesült a Kandó Kálmán Műszaki főiskolával, majd beleolvadt az Óbudai Egyetembe                                                                                 | Budapest    |
| Berzsenyi Dániel Főiskola                                              | Beleolvadt a létrejövő Nyugat-Magyarországi Egyetembe, majd annak felbomlása után az Eötvös Loránd Tudományegyetem Savaria Egyetemi Központjaként működik tovább | Szombathely |
| Borromei Szent Károlyról nevezett Hittudományi Főiskola és Szeminárium | Bezárt 2010 szeptemberében | Vác         |
| Comenius Tanítóképző Főiskola                                          | Beleolvadt az Eszterházy Károly Főiskolába, majd Tokaj-Hegyalja Egyetem néven önálló alkalmazott tudományok egyetemeként lett ismét önálló                       | Sárospatak  |
| Golgota Teológiai Főiskola                                             | 2020. augusztusában megszűnt | Vajta       |
| Harsányi János Főiskola                                                | Beolvadt az Edutus-ba | Budapest    |
| Heller Farkas Gazdasági és Turisztikai Szolgáltatások Főiskolája       | Beolvadt a Budapesti Kommunikációs Főiskolába (ma Budapesti Metropolitan Egyetem)                                                                                | Budapest    |
| Jászberényi Tanítóképző Főiskola                                       | Jelenleg az Eszterházy Károly Katolikus Egyetem része | Jászberény  |
| Könnyűipari Műszaki Főiskola                                           | Egyesült a Kandó Kálmán és a Bánki Donát Műszaki Főiskolával, majd beleolvadt az Óbudai Egyetembe                                                                | Budapest    |
| Kandó Kálmán Műszaki Főiskola                                          | Egyesült a Bánki Donát Műszaki Főiskolával, majd beleolvadt az Óbudai Egyetembe                                                                                  | Budapest    |
| Kecskeméti Főiskola                                                    | Beolvadt a Pallasz Athéné Egyetembe, a későbbi Neumann János Egyetembe                                                                                           | Kecskemét   |
| MSZMP Politikai Főiskola                                               | 1989 december 31-kével megszűnt | Budapest    |
| Rendőrtiszti Főiskola                                                  | Beolvadt a Nemzeti Közszolgálati Egyetembe | Budapest    |
| Pető András Főiskola                                                   | Beolvadt a Semmelweis Egyetembe | Budapest    |
| Károly Róbert Főiskola                                                 | Beolvadt az Eszterházy Károly Egyetembe, majd 2020-tól a Szent István Egyetem része                                                                              | Gyöngyös    |
| Szolnoki Főiskola                                                      | Beolvadt a Pallasz Athéné Egyetembe, a későbbi Neumann János Egyetembe, majd a Debreceni Egyetem Szolnok Campusává vált                                          | Szolnok     |
| Vitéz János Római Katolikus Tanítóképző Főiskola                       | Beolvadt a Pázmány Péter Katolikus Egyetembe | Esztergom   |